# Diversidad cultural

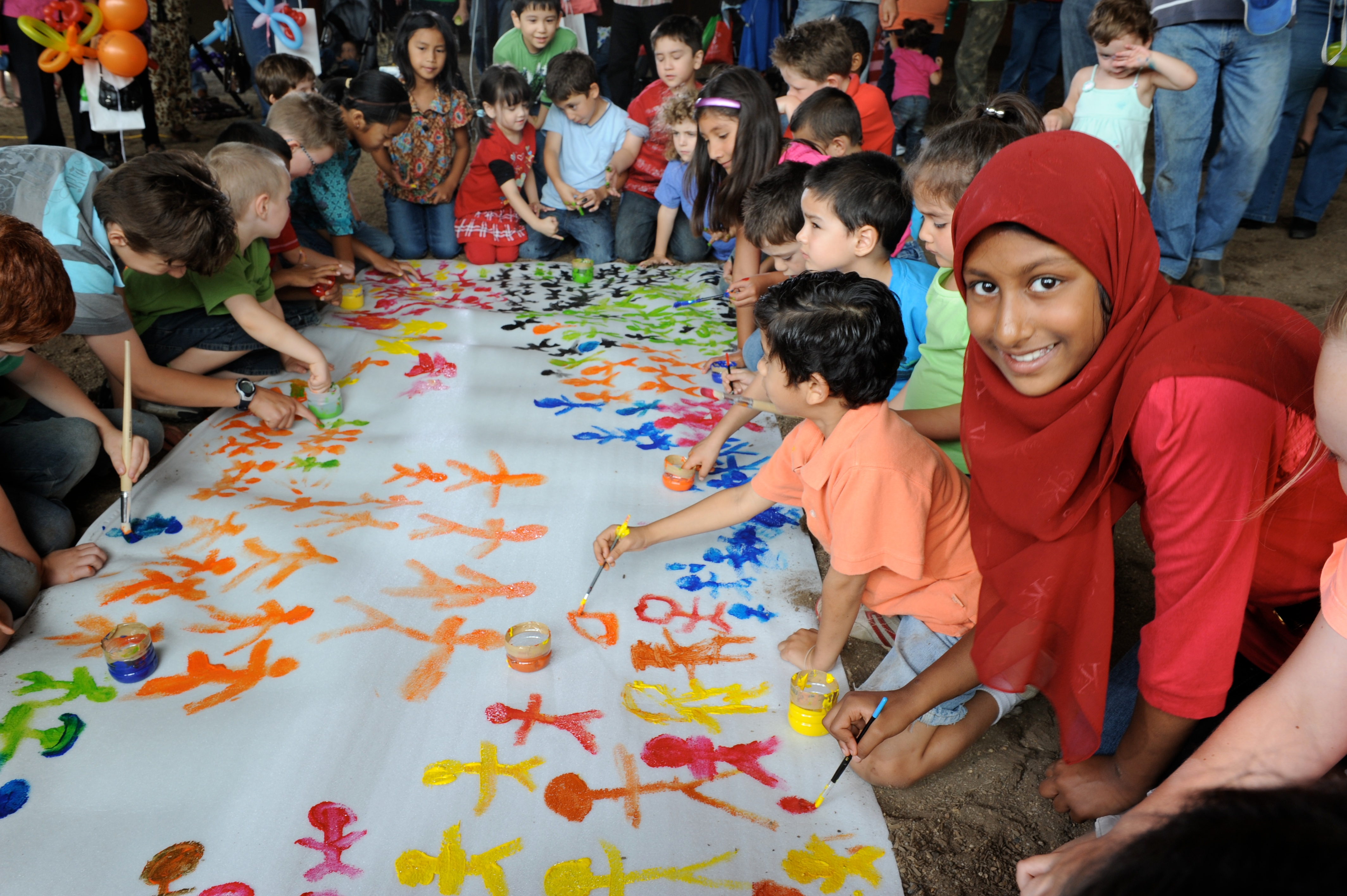
Celebración del Día de la Armonía en Australia.

La diversidad cultural es la existencia de diferentes culturas dentro de una sociedad, país o nación. Implica la inclusión de diferentes perspectivas culturales en una organización o sociedad. Se puede confundir con el concepto de interculturalidad, que apunta a describir la interacción entre dos o más culturas de un modo horizontal.

## Características

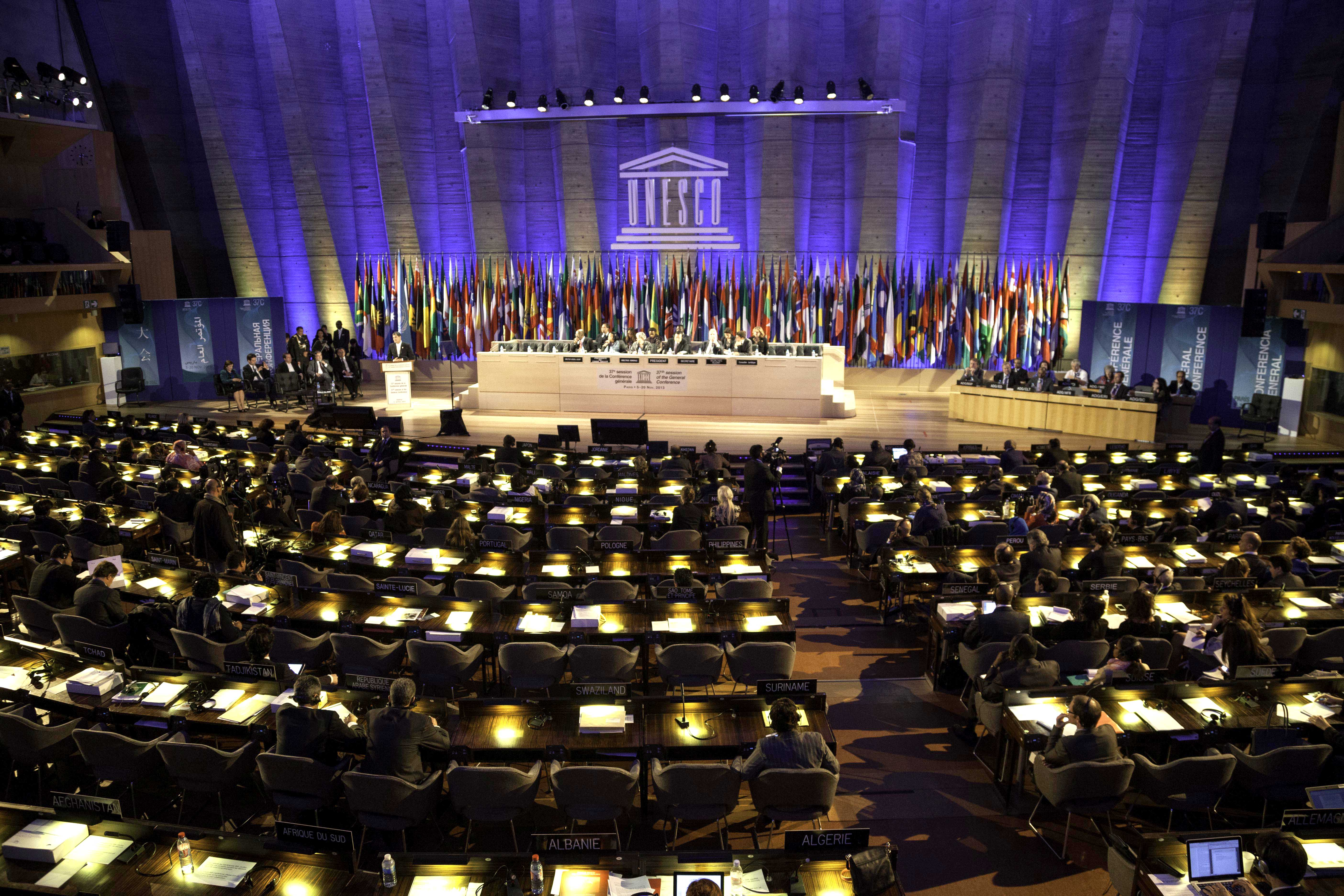
37ª Asamblea General de UNESCO en 2013, París.

Es un concepto utilizado por algunos antropólogos y sociólogos para describir la existencia de diferentes culturas dentro de una sociedad, es decir, dentro de un Estado-nación, o de una región.
La diversidad cultural suele ir asociada a la diversidad lingüística, y también a diversidad de costumbres, tradiciones y valores, a todo lo que hace única a una cultura, sus estilos de vida, su comida y su cosmovisión del mundo que la rodea, sus formas de expresión y comunicación.

## Historia

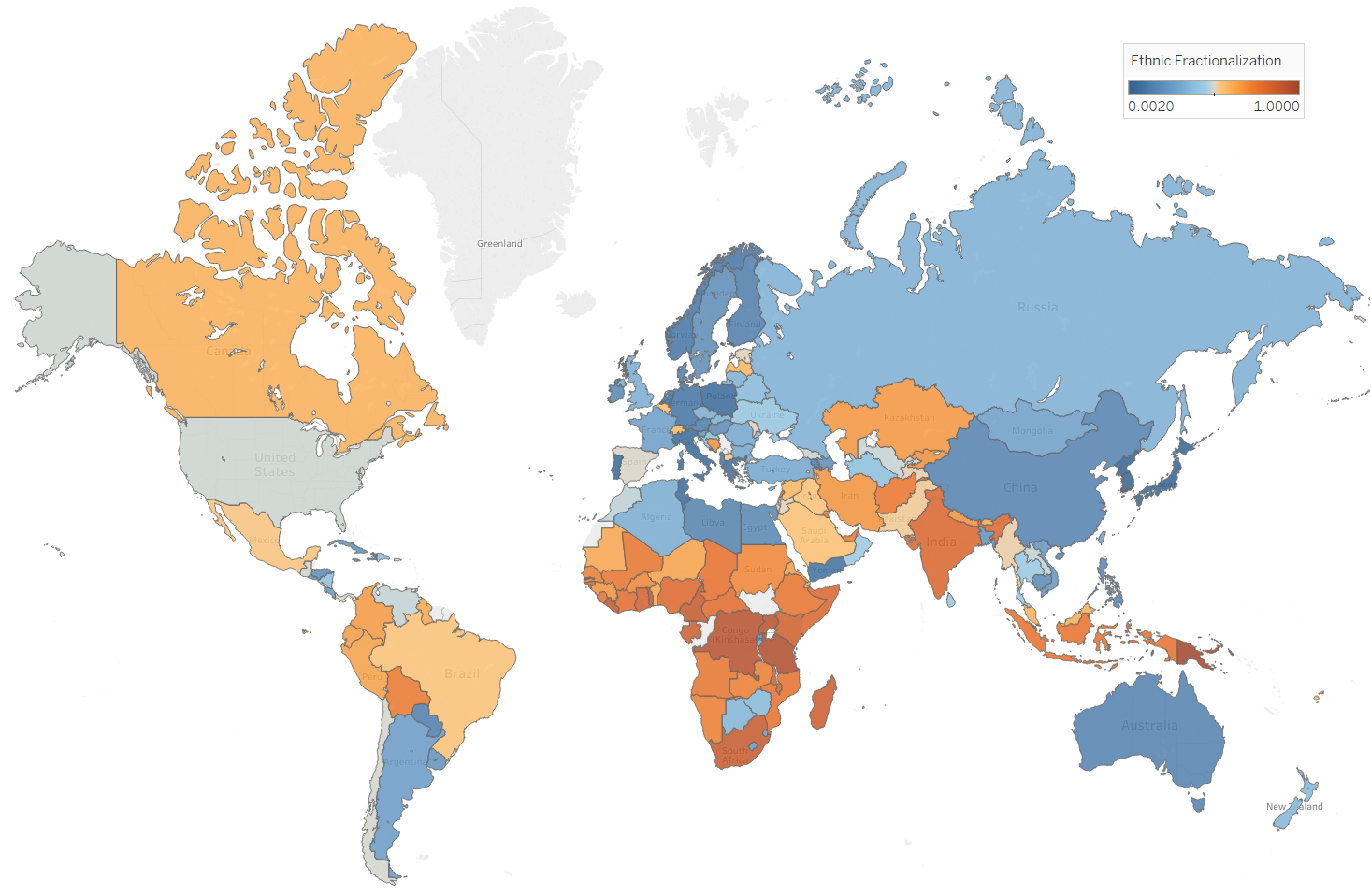
Países clasificados por nivel de diversidad étnica y cultural (James Fearon, 2003).

A nivel internacional, la noción de diversidad cultural ha sido defendida por la Organización de las Naciones Unidas para la Educación, la Ciencia y la Cultura desde su fundación en 1945 por varios países.
El Día Mundial de la Diversidad Cultural para el Diálogo y el Desarrollo fue establecido en noviembre de 2001 por la Asamblea General de las Naciones Unidas a raíz de la Declaración Universal sobre la diversidad cultural de la Unesco. Su objetivo es promover la diversidad cultural,  diálogo y  desarrollo. Se llevará a cabo el 21 de mayo.
En septiembre de 2002 la ciudad de Porto Alegre en Brasil organizó un encuentro mundial por la cultura, que reunió a alcaldes y directores técnicos de cultura de diferentes ciudades del mundo, con la participación de observadores de la sociedad civil. Las ciudades de Porto Alegre y Barcelona han propuesto la redacción de un documento de referencia para el desarrollo de las políticas culturales locales, inspirado en la "Agenda 21", creada en 1992 para el ámbito del medio ambiente. La Agenda 21 de la cultura se diseñó así con el objetivo de incluir la diversidad cultural a nivel local. El documento fue aprobado el 8 de mayo de 2004 durante la primera edición del Foro Universal de las Culturas en Barcelona (España).
En 2003, James Fearon, profesor estadounidense de la Universidad de Stanford publicó "Diversidad étnica y cultural por país" en el "Journal of Economic Growth", una lista de países basada en la diversidad de etnias, idiomas y religiones.
En 2005, el estudio que Sarúkhan et al publicaron, que retoma el estudio llamado Ethnologue, se listan países con mayor número de lenguas habladas en su territorio.
En 2005, la Convención sobre la protección y la promoción de la diversidad de las expresiones culturales fue aprobada en octubre de 2005 por UNESCO para defender la diversidad cultural frente a la homogeneización de la cultura por globalización, libre comercio y comercio internacional.